# 田中康湧
田中 康湧（たなか こうゆう、2001年6月14日 - ）は、関西棋院所属の囲碁棋士、古谷裕門下生。兵庫県相生市出身。

## 略歴
6歳で囲碁を覚え小学校3年から隣の市（赤穂市）の碁会所に通う。
第33回少年少女囲碁大会の兵庫県大会で準優勝。全国大会では予選2勝1敗で決勝トーナメントに進めず。
2011年9月、関西棋院高等部に入部。2013年4月、関西棋院の院生となる。
2017年7月、高校1年生でプロ棋士の認定を受ける。同年8月、16歳で入段。
2020年2月二段。8月、第7回グロービス杯世界囲碁U-20日本代表6名として世界大会出場。
2021年5月、第46期棋聖戦Cリーグ入り。
2022年1月三段。4月、第70回NHK杯テレビ囲碁トーナメント初出場。同月、第47期棋聖戦Cリーグ入り。12月、第2回テイケイ杯俊英戦本戦初出場。2022年度の関西棋院賞新人賞並びに連勝賞を受賞。
2023年1月四段。同月、第32期竜星戦初出場。2月、第48期棋聖戦Bリーグ入り。3月、第49期天元戦本戦リーグ入り。4月、第71回NHKテレビ囲碁トーナメント出場。
2024年1月五段。同月、第33期竜星戦出場。2月、 第3回太田杯新進気鋭トーナメント　優勝。3月、第50回天元戦本戦リーグ入り。4月、第72回NHKテレビ囲碁トーナメント出場。11月、第19回広島アルミ杯若鯉戦初出場。12月、第4回テイケイグループ杯俊英戦出場。

## 人物
- 囲碁を始めたきっかけは、将棋教室に入ろうと思ったが、近くの公民館では将棋教室が無く囲碁教室しかなかったため間違って入ったこと[6][4]。